# Ecovidrio
Ecovidrio es la entidad española administradora de un sistema integrado de gestión (SIG) o sistema colectivo de responsabilidad ampliada del productor (SCRAP) para la recogida y reciclaje de los residuos de envases de vidrio de un solo uso que funciona en España.
Fue fundada en 1995, e  inició su actividad en 1997 como entidad sin ánimo de lucro al amparo de la Directiva europea sobre envases de 1994. Su modelo se basa en la colaboración ciudadana y la cooperación público-privada entre las empresas adheridas al sistema y las entidades locales que ostentan la competencia de la gestión de los residuos. Además de la gestión integral del envase de vidrio de un solo uso, en línea con el modelo de economía circular, desarrolla una amplia actividad de sensibilización social y prevención.
En 2020 la entidad puso en marcha el Plan Estratégico de Reciclado de Envases de Vidrio 2020-2025, cuyo principal objetivo es lograr una tasa de reciclaje del 82 %, cumpliendo con amplitud la tasa que marcan las directivas europeas del 70 %. En 2023 ha celebrado el vigesimoquinto aniversario de su funcionamiento, habiendo logrado distintos hitos en el reciclaje del vidrio y en el impulso de la economía circular entre 1997 y 2023. Entre ellos la recogida de 15 millones de toneladas de envases de vidrio desde los contenedores verdes y la evolución de la tasa de reciclaje desde el 31,3% al 75,5%.

## Desarrollo

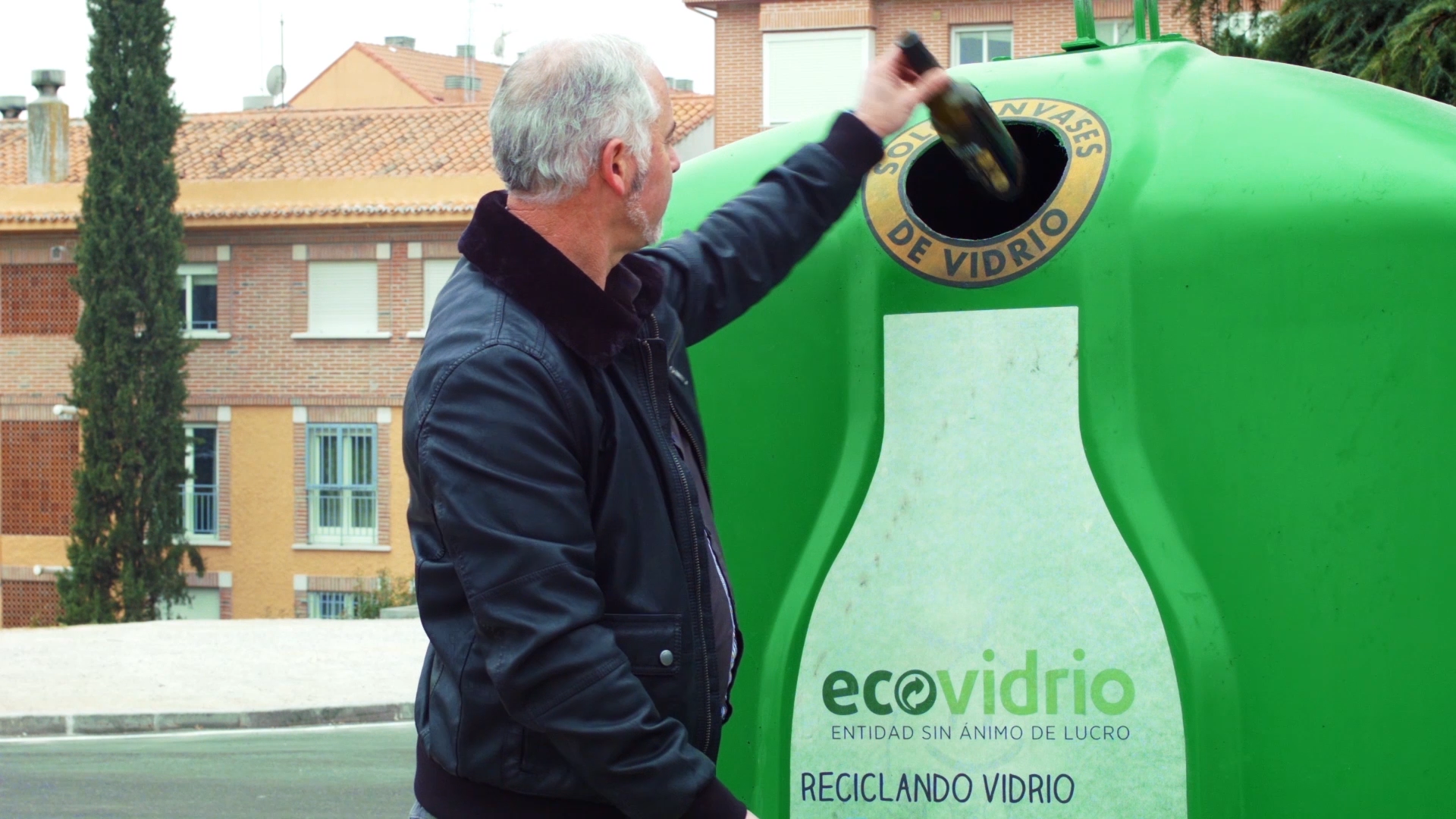
El reciclaje requiere la colaboración ciudadana

El reciclaje de los envases de vidrio comenzó a reglarse por la Unión Europea a partir de 1994. La Directiva europea 94/62 relativa a los envases y residuos de envases,supuso la creación de un sistema integrado de gestión, la Sociedad Ecológica para el Reciclado de Envases de Vidrio –que se conoce por la denominación Ecovidrio- el 21 de septiembre de 1995.
El sistema se basa en el principio de responsabilidad ampliada del productor. Según la Ley de envases de 1997 todas las empresas que ponen envases en el mercado tienen la obligación de financiar y gestionar la valorización de los residuos que ha generado su actividad.
En el caso de los envases de vidrio, más de 8.000 empresas financian el sistema, el 99% de las empresas envasadoras de la cerveza, el vino, el cava, las bebidas espirituosas y el agua, entre otros.
Estas empresas envasadoras financian el 75 % del proceso a través de sus aportaciones por el Punto Verde, o cuota por cada envase de vidrio de un solo uso que se pone en el mercado. El otro 25 % de los ingresos a Ecovidrio se obtiene de la venta del vidrio reciclado, el calcín, a las compañías vidrieras, con el fin de que éstas fabriquen nuevos envases a partir de ese vidrio reciclado. Todos los ingresos que obtiene este sistema integrado de gestión se reinvierten íntegramente en las operaciones necesarias para el proceso de reciclado, las campañas de sensibilización y los planes de prevención para la fabricación de envases más eficientes y de menor peso.

## Funcionamiento

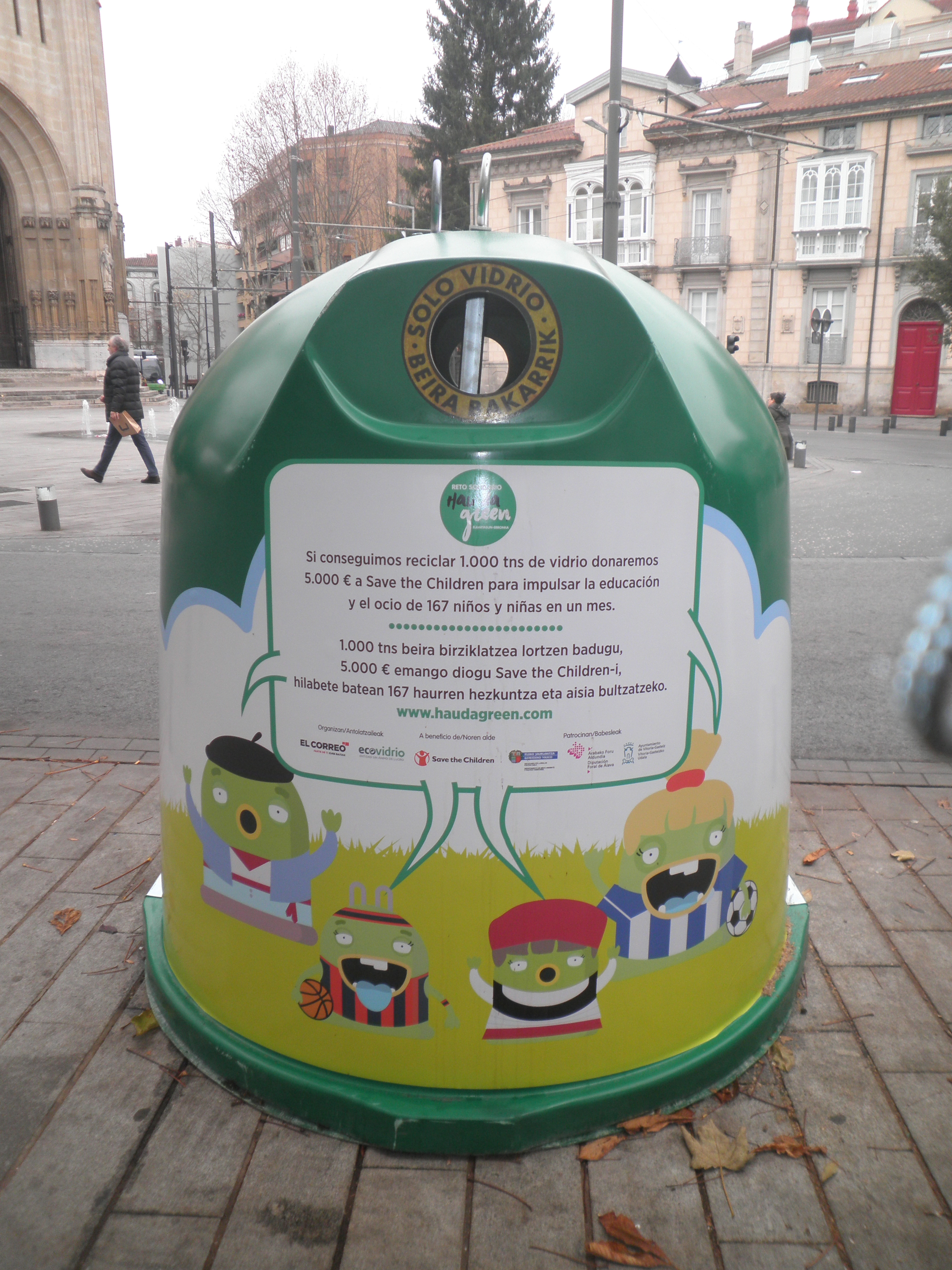
Campaña especial solidaria para el reciclado de vidrio, en Vitoria (diciembre de 2016)

Los ciudadanos depositan sus envases de vidrio en contenedores específicos distribuidos por toda la geografía española. Después, los residuos se recogen y transportan a la planta de tratamiento. En el 60 % de los municipios Ecovidrio gestiona este proceso de forma directa sin coste para la administración local. En el 40 % restante son los entes locales quienes, por decisión propia, se encargan de la recogida selectiva. En estos casos, Ecovidrio financia la recogida de acuerdo a lo establecido en los convenios. De esta forma, la entidad ofrece un servicio público y universal para el ciudadano. 
Para los ayuntamientos españoles, la Ley de envases que entró en vigor el 1 de enero de 1998 supuso la obligación de la recogida selectiva y el posterior reciclaje de los envases. La colaboración con las administraciones públicas se realiza mediante la autorización por parte de cada comunidad autónoma y la firma de un convenio marco, para articular posteriormente los convenios de adhesión o colaboración con los ayuntamientos.
En 2022 se alcanzó un récord histórico, superándose el millón de toneladas de vidrio recuperadas, de las que 900.000 fueron a través del contenedor verde. Hay un total de 245.761 contenedores, un contenedor por cada 193 habitantes. El 53 % de los hogares declara contar con uno a menos de 50 metros. En cuanto a distribución de pequeños contenedores, existen 76.500 hogares españoles con un mini iglú.
En 2023, también se superó el millón de toneladas de envases de vidrio recogidos.

## Cadena de Reciclado
La cadena de reciclado de vidrio sólo puede ponerse en marcha con la participación activa del ciudadano que, de manera voluntaria, deposita sus envases de vidrio usados en contenedores específicos.  Estos contenedores –que no requieren obra civil– son flexibles y reubicables, y son vaciados regularmente en el volquete de un camión especializado.

Dada la importancia del turismo y la hostelería en España, Ecovidrio tiene una colaboración especial con el sector de la hostelería, restauración y cáterin (Horeca), que gener el 50 % de los residuos de envases de vidrio de un solo uso. Para facilitar y hacer más segura la labor del reciclaje este sector recibe una atención especial, con contenedores apropiados y el servicio puerta a puerta. 
Una vez recogidos los residuos de envases, tanto municipales como de establecimientos de hostelería, estos se transportan a la planta de tratamiento, retirándose todos los elementos que no sean propiamente vidrio (porcelana, tapones...) y se trituran convirtiéndose en calcín (vidrio seleccionado, limpio y molido). El porcentaje de materiales impropios que llega a las plantas de tratamiento de Ecovidrio no supera el 2 %. El calcín resultante es utilizado por  las empresas envasadoras y se transforma en nuevos envases de vidrio con las mismas características y propiedades que los envases originales. En el caso del reciclaje de vidrio, este proceso puede repetirse indefinidamente sin que se pierdan estas propiedades.

## EcoVares: Estrategia para el presente y futuro de la Hostelería Circular en España
En España, cuya economía está enfocada a los servicios y donde el turismo es una de las principales actividades,  la hostelería genera el 50 % de los residuos de envases de un solo uso que se ponen en el mercado.
En 1998 Ecovidrio adquirió un compromiso con la hostelería y restauración, para ser el SIG (sistema integrado de gestión) de los residuos de vidrio. Determinadas zonas de los cascos urbanos con alta concentración de sector hostelero y de difícil acceso cuentan con servicios de recogida puerta a puerta (PAP). Durante fiestas patronales, festivales, ferias, eventos deportivos y la temporada de verano, Ecovidrio realiza campañas especiales centradas en la hostelería para recoger y dar servicio en momentos de alto consumo.
En el periodo de 20 años entre 1998 y 2018, la entidad visitó 223.972 establecimientos, y entregó 168.131 cubos adaptados. Durante 2020, y debido al estado de alarma consecuencia de la pandemia Covid-19, en toda España se registró un descenso en términos absolutos de un 6 % en las toneladas recogidas.
En 2021, la recogida selectiva de envases de vidrio creció un 5% llegando a niveles pre-pandemia.En 2022 el 66,2 % de los bares, restaurantes, discotecas y cafeterías gestionaban adecuadamente todos sus residuos. Superadas las restricciones de la pandemia, se alcanzó un récord histórico con más de un millón de toneladas de vidrio recuperadas.En 2023 se lanzó el plan estratégico “EcoVares” para  aumentar la participación del sector en el reciclado de los envases de vidrio y, con el objetivo de que se involucrase hasta el 76 % del sector de la hostelería y la restauración para 2025.El plan supone una inversión de 80 millones de euros y 300.000 visitas a locales y establecimientos para informar, concienciar y poner en marcha planes concretos adaptados a las necesidades del sector en cada municipio.La estrategia incluye herramientas digitales y de inteligencia artificial para la captación de datos. Mediante la aplicación digital EcoVares que usa el equipo sobre el terreno en las visitas diarias a los hosteleros;  las incidencias reportadas a través de teléfono y WhatsApp, se conocen las necesidades de contenedores por zonas, barrios y unidades censales, lo que permite optimizar las frecuencias de recogida y las campañas de concienciación y adaptar los planes intensivos que se ponen en marcha durante el año.
En 2023, y tras la aplicación de la estrategia, el 74% de los establecimientos declaró el reciclaje del vidrio, dos puntos porcentuales por encima de los objetivos fijados para 2023. La entidad ha reforzado también su infraestructura de calle con la instalación de casi 3.500 nuevos contenedores adaptados y entregado de forma gratuita más de 24.000 cubos adaptados para facilitar el almacenamiento y el transporte seguro hasta el contenedor, fomentando el correcto reciclado. También ha realizado la recogida de residuos puerta a puerta en 54 ciudades con zonas de gran concentración de establecimientos y de difícil acceso.
La institución ha puesto en marcha diferentes iniciativas para el sector de la hostelería: Oda al Hostelero, y el Movimiento Banderas Verdes, movilizaron en 2022 a más de 13.300 establecimientos de Andalucía, Cataluña, Comunidad Valenciana, Islas Baleares y la Región de Murcia. Ese mismo año se puso en marcha el ‘Barómetro sobre la sostenibilidad hostelera de nuestras costas’.
En 2024 EcoVares by Ecovidrio designó como embajadores a cinco chefs líderes en gestión sostenible, para inspirar y compartir las mejores prácticas de sostenibilidad de sus establecimientos. Los chefs Jesús Sánchez del Cenador de Amós, Xosé Cannas de Pepe Vieira, Martina Puigvert de Les Cols, y Javier Sanz y Juan Sahuquillo, distinguidos con ocho estrellas Michelin, cuatro estrellas Verdes y diez soles Repsol demostraron cómo acciones como el reciclaje de envases de vidrio, permiten la transición hacia una economía circular.

Contenedores estándar y personalizados
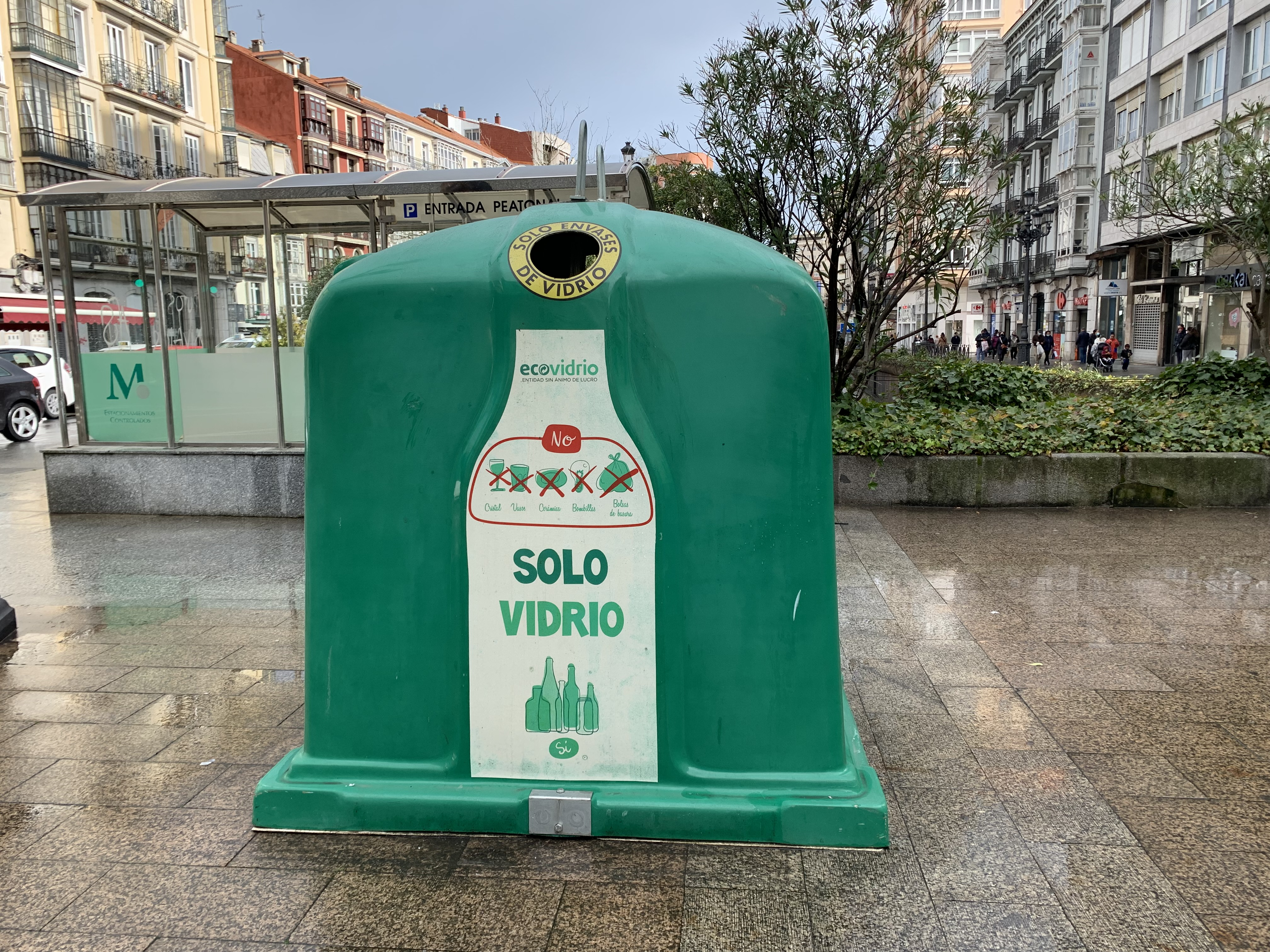
Contenedor rectangular 2.7m3
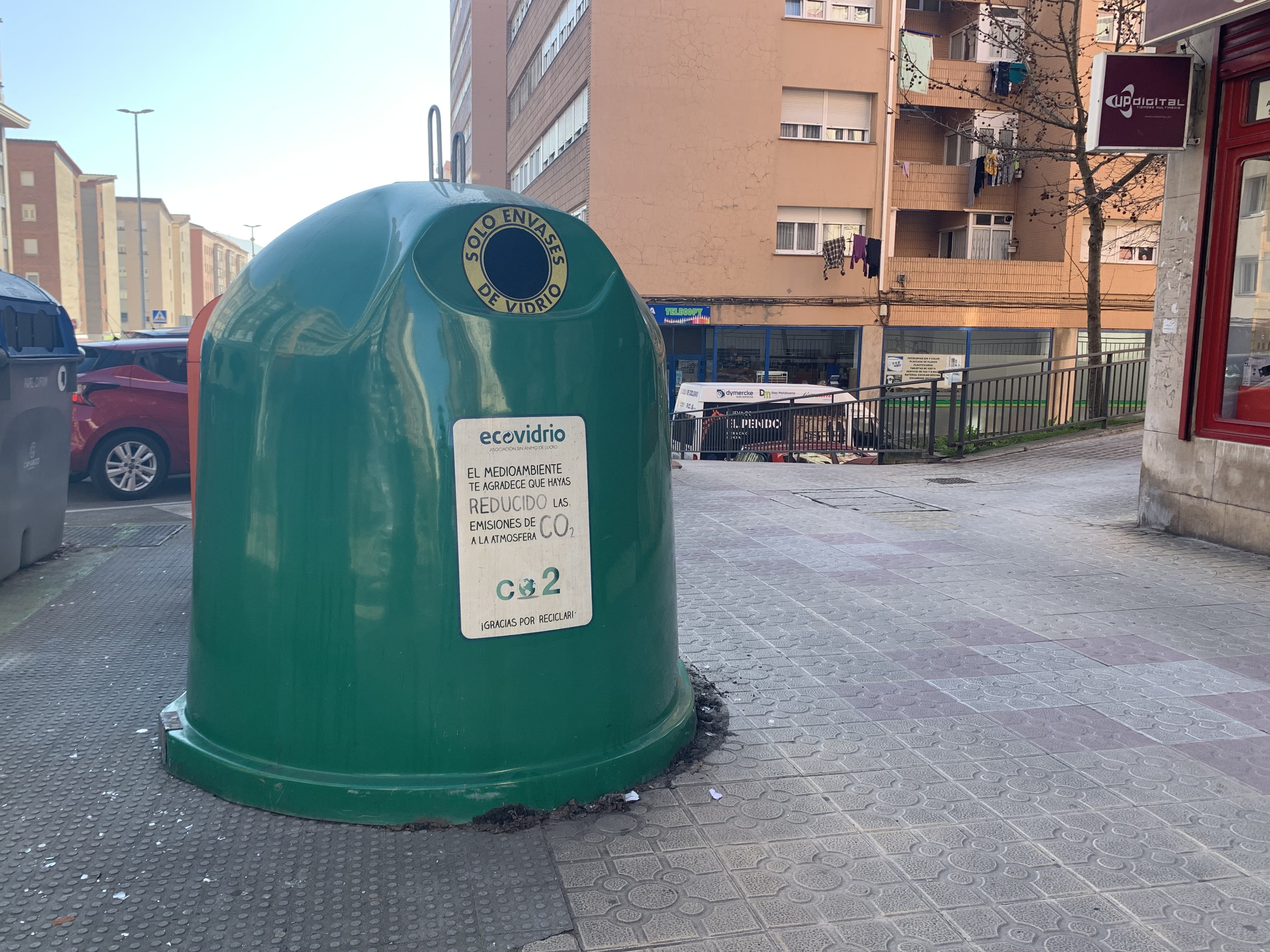
Contenedor rectangular 2.7m3 con Boca industrial y Sistema de elevación
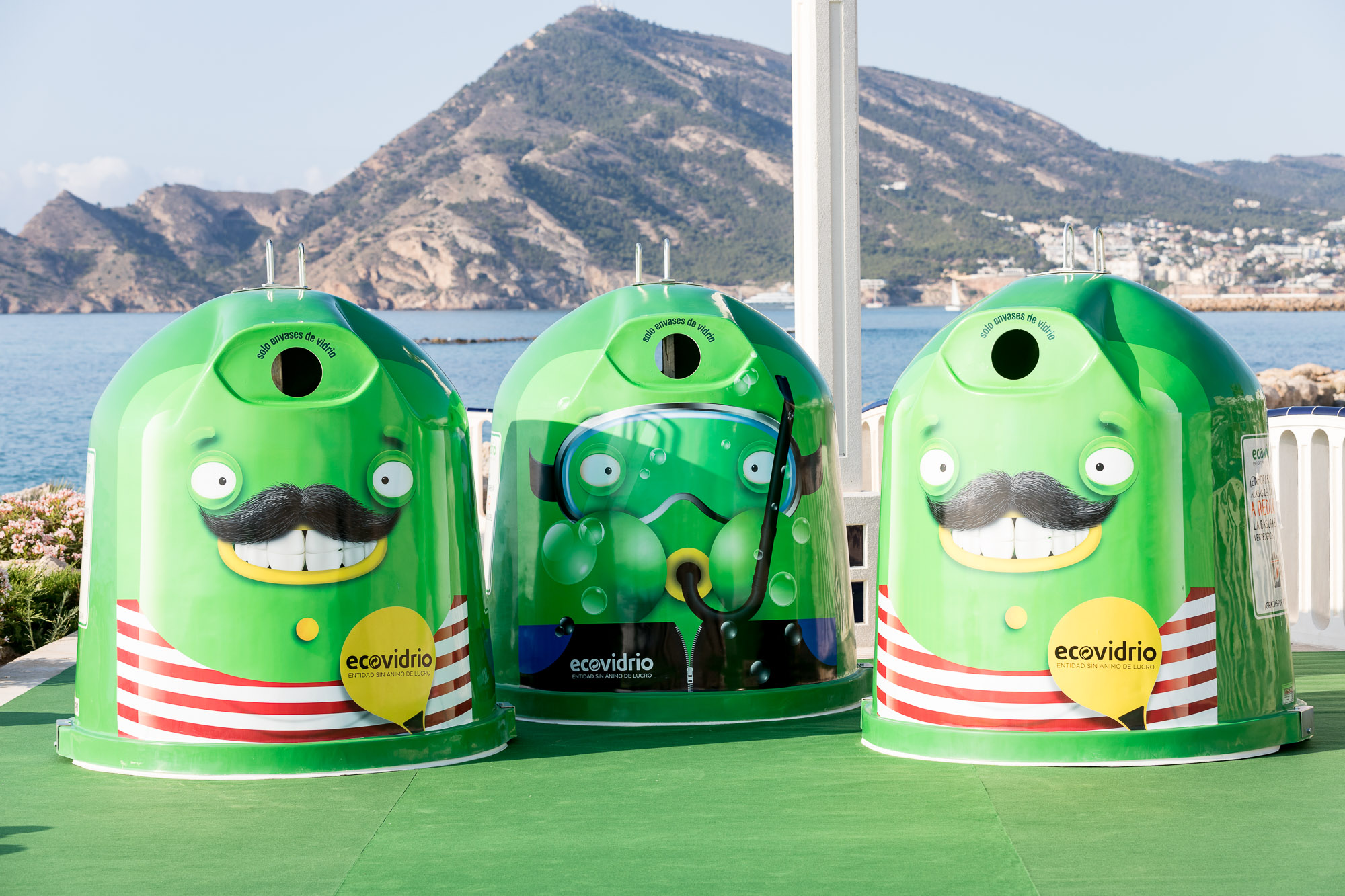
Iglús personalizados a partir de contenedor iglú 2.7m3
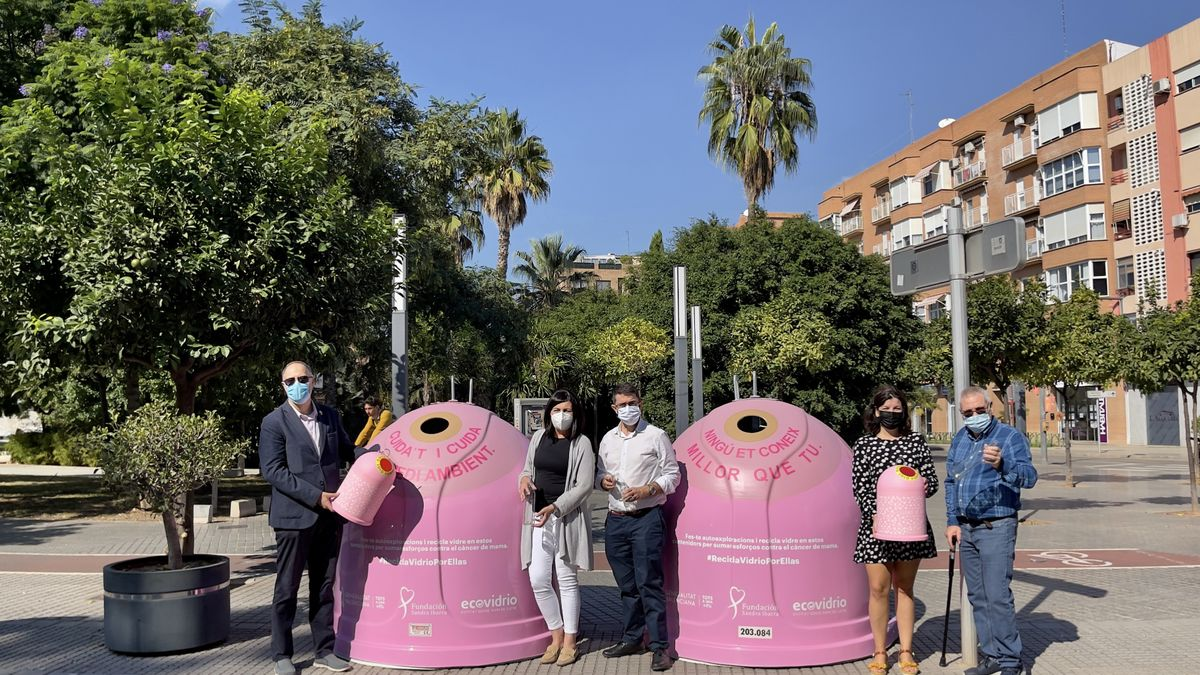
Alboraya (Valencia), Iglús personalizados de 2,7m3

## Beneficios ambientales
Los efectos ambientales positivos del proceso de reciclaje de vidrio son: 
- Reducción en la extracción de materias primas (arena, sosa y caliza) para crear nuevos envases.
- Menor consumo de energía y menor emisión de CO2 que en el proceso de fabricación original, porque la temperatura de fundición del calcín es menor que la fundición de las materias primas.
- Reducción de residuos de envases de vidrio en vertederos; y minimización del impacto ambiental.

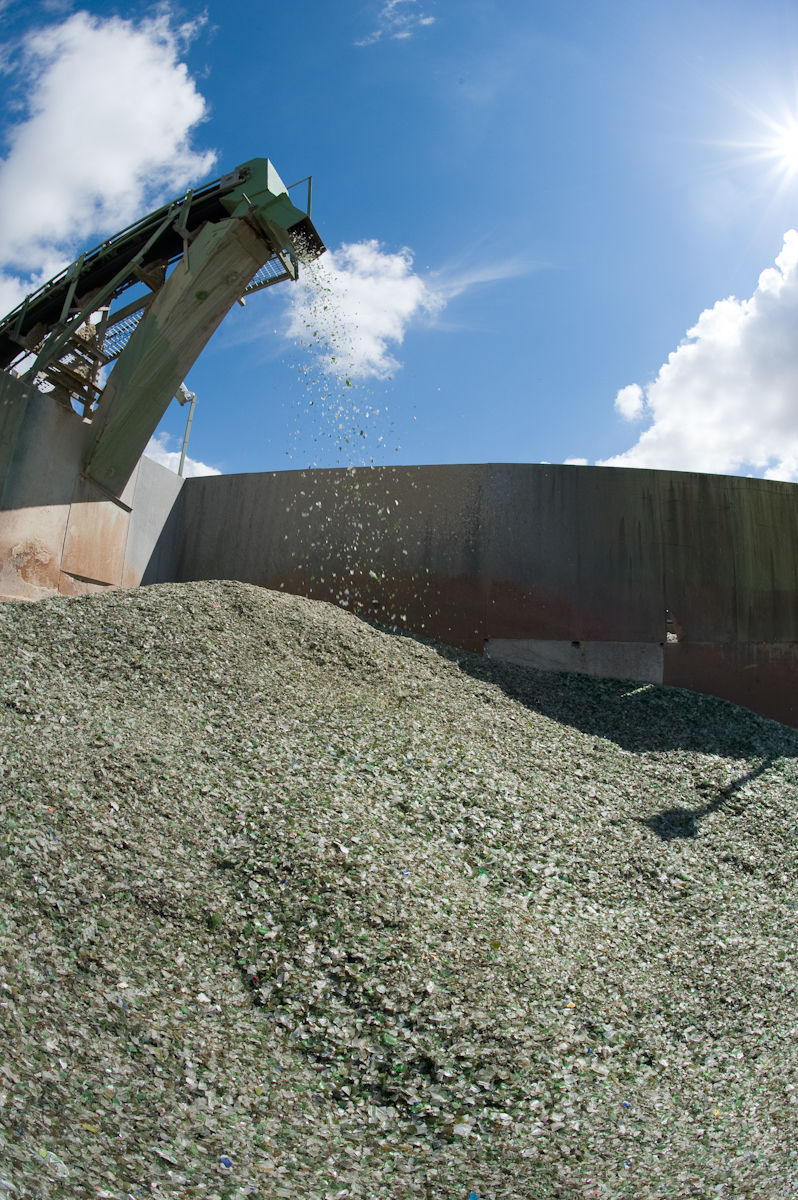
Calcín de vidrio

En el proceso de reciclado del vidrio por Ecovidrio intervienen 292 empresas de recogida. El tratamiento y fabricación de nuevos envases se hace en 26 centros industriales (12 vidrieras y 14 plantas de tratamiento). Con la intención de promover la libre competencia, este SIG adjudica los procesos a través de concurso público mediante el sistema de subasta ciega en línea.

## Tasa de reciclaje
La tasa de reciclaje para 2020 según las cifras oficiales de Eurostat, se encuentra en el 72,5 %. Según los datos de 2022 se depositaron en los contenedores un total de 939.094 toneladas de envases de vidrio, lo que sumado al vidrio recuperado por otros medios permitió superar el millón de toneladas de envases de vidrio. Ello ha significado un incremento de 4,6 6,2 puntos respecto al año anterior. Así, España recicla vidrio más de 10 puntos por encima de las exigencias que marca la Unión Europea (60 %). El millón de toneladas gestionado en 2022, se traduce en la recuperación de cerca de 9 millones de envases diarios, más de 6.000 por minuto, lo que equivale a 19,8 kilogramos por habitante y unos 68 envases por persona al año.
Entre los años 2011 y 2014 se incrementó un 2,3 % la recogida de residuos de envases de vidrio por medio del contenedor verde, a pesar de un descenso de consumo del 6,2 %.  El mayor incremento fue en  2018 con un 6,5 %. En 2021 se ha logrado un aumento del 5 % en la recogida de vidrio y la vuelta a los niveles de 2019 anteriores a la pandemia Covid-19, y en 2022 el aumento respecto al año anterior ha sido de un 6,2%.
En 2022, todavía con las restricciones del Covid-19, las ciudades que registraron mayor tasa de recuperación por habitante fueron San Sebastián, con 38,6 kilogramos por habitante al año; Pamplona, con 36,6 kilogramos por habitante (kg/hab); Bilbao, 26,11 kg/hab; Palma de Mallorca, con 25,8 kg/hab; Gerona y Barcelona, ambas con 23,8 kg/hab. Por provincias, las más recicladoras fueron Islas Baleares, con 39,8 kg/hab; Guipúzcoa, 36,3 kg/hab; Gerona, 32,8 kg/hab; Navarra, 27,8 kg/hab y Burgos 25,9 kg/hab.
Además de la recogida selectiva, la entidad gestiona el reciclaje de envases procedentes de las plantas de Residuos Urbanos (RU), es decir, aquellos envases que son depositados incorrectamente en los contenedores de basura general. En 2021 se reciclaron 66.502 toneladas de envases de vidrio procedentes de 21 plantas RU que no habían sido recicladas adecuadamente y que acabaron en la basura, reintroduciéndolas en el ciclo productivo para fabricar nuevos envases.
En 2023, la tasa de reciclaje de envases de vidrio en España alcanzó el 70,1%, reciclandose 8,6 millones de envases de vidrio diariamente. Las ciudades más recicladoras fueron  San Sebastián (38 kg/hab.), Pamplona (31 kg/hab.), Santiago de Compostela (28,2 kg/hab.), Bilbao (26,2 kg/hab.), Palma (25,5 kg/hab.), Barcelona (23,9 kg/hab.), Granada (22,4 kg/hab.), Vitoria-Gasteiz (21,9 kg/hab.), Girona (21,6 kg/hab.) y Santander (21,5 kg/hab.), todas ellas por encima de la media española situada en los 19,2 kg/hab.
Las temporadas del año en las que más se recicla, en navidades y en verano, también coinciden con las de mayor consumo.

## Evolución de la tasa de reciclaje
| Años | Tasa de Reciclaje |
| ---- | ----------------- |
| 2000 | 31,3 %            |
| 2004 | 41,4 %            |
| 2008 | 60,0 %            |
| 2011 | 64,4 %            |
| 2015 | 70,4 %            |
| 2016 | 71,8 %            |
| 2018 | 76,8 %            |
| 2019 | 79,8 %            |
| 2020 | 72,5 %            |

Fuente: Eurostat. Tasa oficial del Ministerio de Agricultura,

Pesca, Alimentación y Medio Ambiente (MAPAMA)

## Plan Estratégico de Reciclado de Envases de Vidrio 2020-2025 (PEREVE 2025)
Mediante este plan pretenden conseguir una tasa de reciclado del 82 % superando la tasa del 70 % que marca la normativa europea para España y para el año 2025.
El plan ha supuesto inversiones por 500 millones de euros implicando a los diversos actores: industria productora que envasa en vidrio, principales empresas de recogida selectiva, plantas de reciclaje de vidrio españolas, fábricas vidrieras, hostelería de España, sector de la distribución y a los consumidores. El PEREVE se fundamenta en: la aplicación de big data y tecnología IA; nuevas condiciones en los concursos de recogida con flotas renovadas y sostenibles; operaciones intensivas en momento de gran consumo; aumento de la contenerización; operaciones especiales con la hostelería; incremento del volumen de las zonas gestionadas por Ecovidrio y movilización social contando con la participación de ayuntamientos y municipios.

## Digitalización
Con el objetivo de impulsar las tasas de recogida separada de envases de vidrio, son pioneros en la aplicación de la Inteligencia Artificial y líderes de la transformación digital en la gestión de los residuos. El Plan Estratégico de Transformación Digital incrementa las capacidades tecnológicas y de analítica de datos para el diseño y puesta en marcha de planes específicos. Este plan abarca dos áreas: la recogida selectiva en los barrios por intermediación de la inteligencia artificial, y la gestión interna buscando una mayor eficiencia.
La gestión en los barrios se dinamiza con los datos diarios de recogida selectiva de 300.000 contenedores que se cruzan con variables socioeconómicas y demográficas. Esta información permite detectar las unidades censales donde hay menos recogida y aplicar una estrategia denominada Ecobarrios. Esta estrategia para incrementar la recogida, promueve la movilización ciudadana con campañas de comunicación específicas y segmentadas y trata de minimizar las barreras ciudadanas con el acercamiento de los puntos de reciclaje.
En cuanto a la gestión interna, ésta se ha reorganizado en la nube de Microsoft, unificando toda la información en la plataforma low code de Microsoft Power Platform, y con la incorporación de nuevas aplicaciones de negocio: nuevos portales para la relación con clientes y proveedores; ciclo de recogida con una gestión integral de todo el ciclo; y Portal de Administraciones Públicas. Éste cuenta con un canal digital de interacción con las administraciones que incluye un portal de transparencia con datos sobre la recogida y niveles de servicio.
La seguridad en el ámbito digital, se desarrolla con soluciones de Microsoft Intune para fortalecer la seguridad de los sistemas, tanto la información como la infraestructura de su red.  

## Campañas de sensibilización y prevención
Parte del cometido del sistema integrado de gestión se vuelca en las campañas educativas para lograr una mayor implicación en el reciclaje de la ciudadanía, con colectivos especialmente atendidos como es la población infantil,  los jóvenes, y el sector de la hostelería. En 2023 se organizaron 600 campañas en colaboración con los ayuntamientos.
La labor de concienciación y sensibilización social ha contado con prescriptores de diversos ámbitos. Actores como Antonio Resines y José Mota han protagonizado la campaña “Collejeros”. Otras personalidades como Santiago Segura, Joaquín Reyes y los deportistas Dani Carvajal, Felipe Reyes y Guti también han participado en campañas de concienciación.
La prevención supone el diseño, fabricación y distribución de eco-envases que contribuyen a una gestión eficiente del reciclaje. Mediante los planes empresariales de prevención aplicados a la industria del envase del vidrio, han establecido los parámetros para el diseño de envases sostenibles: con menor peso, que suprimen elementos accesorios de otros materiales y el uso de barnices, colores o pigmentos, y que utilicen materiales reciclados/reciclables en los embalajes finales. Todo ello con la idea de reducir las cantidades globales de vidrio y otros materiales a reciclar, y de facilitar el proceso intermedio de clasificación y selección. Hasta 2016 se han sumado al ecodiseño de envases, 242 empresas.
Entre las distintas actuaciones o eventos donde participó Ecovidrio, estuvo la Conferencia de la ONU que se celebró en Madrid sobre el Cambio Climático en 2019 (COP25). Ecovidrio también participó en la campaña colocando 20 contenedores especiales con el lema “Contra el cambio climático, recicla vidrio”.
En 2019 se creó la plataforma digital “Ecólatras” que impulsa la eco-movilización de personas y proyectos que quieren generar un impacto positivo e impulsar el cambio hacia un futuro sostenible. Desde entonces, la plataforma ha recogido más de 2.000 iniciativas, participando en ella unos 80.000 ciudadanos. Mediante la plataforma digital, Ecovidrio premia cada año la iniciativa individual con mayor proyección de cada provincia, y la ciudad más dinámica en la gestión y coordinación de proyectos ciudadanos.

## Premios Ecovidrio
En 1999 se instituyeron los premios Ecovidrio con distintas modalidades: televisión, radio, prensa impresa, digital (medios en línea y blogs), mayor impacto ciudadano y mejor campaña 2.0. A partir de 2013 se creó una nueva categoría, “Personalidad Ambiental del año” para aquellas personas que han destacado por su defensa del medio ambiente y del reciclaje. Tienen el objetivo de reconocer la labor de los profesionales de la información  que con su trabajo diario contribuyen a aumentar la sensibilización social en materia de reciclaje, medioambiente y sostenibilidad. Entre 1999 y 2023 han reconocido a más de 100 profesionales de la información. y 2018 han reconocido a casi 90 profesionales de la información. En 2019 se creó la categoría "Ecólatras" para los mejores proyectos medioambientales ciudadanos.   
| Año  | Personalidad ambiental del año       | Mayor impacto ciudadano                                                               | Ecólatras                                        | Referencias   |
| ---- | ------------------------------------ | ------------------------------------------------------------------------------------- | ------------------------------------------------ | ------------- |
| 2013 | Ana Duato por Un país para comérselo | Línea Verde de Ambientum                                                              |                                                  | [ 49 ]        |
| 2014 | Julia Otero                          | Proyecto ECODE (Festival DCode)                                                       |                                                  | [ 49 ]        |
| 2015 | Ángel León                           | La hora del Planeta de WWF                                                            |                                                  | [ 50 ]        |
| 2016 | Jane Goodall                         | Car2Go                                                                                |                                                  | [ 51 ]        |
| 2017 | National Geographic                  | Cabildo de El Hierro por el impulso de la Central Hidroeléctrica Gorona del Viento    |                                                  | [ 52 ]        |
| 2018 | Manola Brunet                        | Comisión Internacional de Climatología de la Organización Meteorológica Mundial (OMM) |                                                  | [ 53 ]        |
| 2019 | Christiana Figueres                  | Ayuntamiento Vitoria                                                                  | Agatha Ruiz de la Prada                          | [ 54 ] [ 55 ] |
| 2020 | María Neira (OMS)                    | Consejo Superior de Investigaciones Científicas (CSIC)                                | Totalidad cadena reciclado de vidrio             | [ 56 ] [ 57 ] |
| 2021 | Bruno Oberle                         | Diputación Foral de Guipúzcoa                                                         | SEPRONA y Unidad Militar de Emergencias (UME)    | [ 58 ] [ 59 ] |
| 2022 | Ana María Hernández Salgar           | Ayuntamiento de Zaragoza                                                              | AEMET y Hombres y Mujeres del Tiempo en TV       | [ 60 ]        |
| 2023 | Revista Nature                       | Ayuntamiento de Málaga (Plan Alicia)                                                  | Climabar, las "influencers" del cambio climático | [ 61 ]        |

## Historia
Los orígenes del reciclaje de vidrio en España comienzan en la década de los 80 cuando la industria vidriera empezó a preocuparse por el ahorro energético y la sostenibilidad del proceso productivo. Los primeros contenedores llegaron al barrio de Moratalaz en Madrid,el 1 de febrero de 1982; y a Barcelona a la Plaza de Sant Jaume, el 8 de febrero de 1982. El primer municipio que se adhirió a Ecovidrio fue Antequera (Málaga), en 1997; y el primer convenio marco con una comunidad autónoma se firmó con Cataluña el 1 de julio de 1998. Para entonces ya había más de 1000 empresas adheridas a la entidad gestora.
El primer servicio de puerta a puerta en el sector de la hostelería comenzó en 2001 en Vitoria y Pamplona; y la primera campaña de sensibilización “El vidrio puede tener muchas vidas” se desarrolló en 2005.
Entre 1997 y 2017 las distintas localidades de España se han ido llenando de contenedores hasta superar los 245.000 contenedores. También la participación ciudadana ha sido paulatina y en 2017 el 79 % de los españoles afirmaban reciclar vidrio siempre.
Poco a poco, se ha conseguido el crecimiento sostenido de la tasa de reciclaje de envases de vidrio, consiguiéndose una  tasa de 76,8 % en 2018, y el 79,8 % en 2019. Ello significa la duplicación de la tasa correspondiente a 1997, estando 10 puntos por encima de las exigencias europeas (60 %). Para conseguir estos resultados se han multiplicado las operaciones sobre el terreno , la colaboración con el sector de la hostelería y la restauración, el desarrollo de campañas de movilización entre los ciudadanos y  la promoción de medidas de prevención y ecodiseño de envases que han logrado reducir el peso de los envases un 10 %.

## Órganos de gobierno
Ecovidrio, como entidad de gestión, representa a las empresas envasadoras de bebidas de España, que a su vez están organizadas y agrupadas sectorialmente en la Federación Española de Bebidas Espirituosas (FEBE), la Asociación Española de Sidras (AESI), la Federación Española del Vino (FEV), y Cerveceros de España.
Estos grupos sectoriales forman parte permanente de la Junta Directiva, rotándose cada tres años los cargos de Presidencia y Vicepresidencia. La Junta Directiva dirige y administra la entidad y ejecuta los acuerdos de la Asamblea General. 
Desde enero de 2024 y hasta 2026, el presidente es Luis de Javier, director del departamento legal de Bodegas Torres, y a propuesta de "Espirituosos de España", y vicepresidente es Iñaki Soroa, consejero delegado de Envasados Eva, del sector de la sidra.

## Integración europea en Expra
En 2013 Ecovidrio se adhirió a Expra (Extended Producer Responsibility Alliance), que representa a los sistemas de responsabilidad ampliada del productor en el ámbito de los envases, y forma parte de los comités regulatorio y técnico. Mediante Expra, las distintas entidades responsables del reciclaje de envases intercambian ideas, experiencias y casos de éxito en el ámbito europeo y coordinan sus políticas ante la Comisión y el Parlamento Europeo.
Expra representa a 18 países y 200 millones de habitantes; gestiona más de 15 millones de toneladas de residuos de envases al año.